# Nalek Korbaj
Nalek Rachid Korbaj Barrera (* 8. Oktober 1995 in Mérida, Venezuela) ist ein venezolanischer Boxer im Halbschwergewicht und Teilnehmer der Olympischen Spiele 2020 in Tokio.

## Amateurkarriere
Nalek Korbaj begann im Alter von 13 Jahren in Venezuela mit dem Boxsport, nachdem er zuvor zehn Jahre in Philadelphia, USA, gelebt hatte.
Er gewann 2017 die Goldmedaille bei den Juegos Bolivarianos in Santa Marta und 2018 ebenfalls die Goldmedaille bei den Südamerikaspielen in Cochabamba. Darüber hinaus bestritt er zwischen 2015 und 2018 acht Kämpfe für das Team Caciques de Venezuela in der World Series of Boxing.
Bei den Panamerikanischen Spielen 2019 in Lima gewann er eine Bronzemedaille und startete bei der Weltmeisterschaft 2019 in Jekaterinburg, wo er in der zweiten Vorrunde gegen den späteren Weltmeister Beksad Nurdäuletow ausschied.
Aufgrund seiner kontinentalen Ranglistenplatzierung erhielt er einen Startplatz bei den 2021 in Tokio ausgetragenen Olympischen Spielen 2020, wo er in der Vorrunde knapp mit 2:3 gegen Mohammed Houmri unterlag.
Bei der Weltmeisterschaft 2021 in Belgrad verlor er in der Vorrunde des Cruisergewicht gegen Christopher Luteke. 2022 gewann er eine Bronzemedaille bei den Bolivarian Games in Valledupar.

## Profikarriere
Sein Profidebüt gewann er im Dezember 2020 durch TKO in der ersten Runde gegen Juan Guerra.